# Encontro às cegas
Encontro às cegas (também denominado encontro às escuras ou blind date) é um ato de socialização desenvolvido entre duas pessoas até então desconhecidas. Comumente estas pessoas são reunidas por um ou mais amigos em comum para se conhecerem e potencialmente desenvolver um envolvimento amoroso. Até o momento do encontro as duas pessoas ou não se conhecem ou desenvolveram pouco ou nenhum grau de afetividade. A prática do "encontro às escuras" pode ser intermediada não apenas por amigos, como também por profissionais especializados em identificar as semelhanças no comportamento das duas pessoas e reuni-las.